# شهرستان یون (یون‌نان)
شهرستان یون (به انگلیسی: Yun County) یک شهرستان در چین است که در لینکانگ واقع شده‌است. شهرستان یون ۳۹۸٬۰۶۴ نفر جمعیت دارد.